# Frequenamia ramosa
Frequenamia ramosa är en insektsart som beskrevs av Rauno E. Linnavuori 1955. Frequenamia ramosa ingår i släktet Frequenamia och familjen dvärgstritar. Inga underarter finns listade i Catalogue of Life.